# Helm Point
Der Helm Point ist eine markante Landspitze an der Borchgrevink-Küste des ostantarktischen Viktorialands. Im westlichen Teil der Moubray Bay liegt er am südwestlichen Ende des Honeycomb Ridge. Die Landspitze besteht aus braunem Granodiorit, zeigt eine üppige Vegetation aus Moosen und Flechten und ist Brutgebiet des Schneesturmvogels und der Buntfuß-Sturmschwalbe.
Teilnehmer der von 1957 bis 1958 durchgeführten Kampagne der New Zealand Geological Survey Antarctic Expedition benannten die Landspitze nach Arthur Stanley Helm (* 1914), Sekretär des neuseeländischen Ross Sea Committee von 1957 bis 1964.